# 刘志祥
刘志祥，湖北鄂州人，中华人民共和国铁道系统干部，原中华人民共和国铁道部部长刘志军的弟弟。
他本是普通的铁道工人，因哥哥刘志军的关系不断提升，从火车司机、人事干部，升至郑州铁路局武汉铁路分局副局长、汉口站站长，曾经大规模从事铁路车票倒卖，获利上千万，并对举报人采取买凶杀人。
2006年4月30日，因犯故意伤害罪、贪污罪、受贿罪、巨额财产来源不明罪被宜昌市中级人民法院一审判处死刑，缓期二年执行，剥夺政治权利终身，并处没收财产人民币100万元，同时对其非法所得4000余万元予以追缴。后传其死缓已经改为有期徒刑，并一度保外就医。